# Globenstein
Globenstein ist eine zum Ortsteil Rittersgrün der Gemeinde Breitenbrunn/Erzgeb. im sächsischen Erzgebirgskreis gehörige Häusergruppe. Um 1875 gehörte Niederglobenstein zu Pöhla und Oberglobenstein anteilig zu Erla und Rittersgrün. Seit 1978 gehört der Ort vollständig zu Rittersgrün, mit dem Globenstein am 1. Januar 2007 zur Gemeinde Breitenbrunn/Erzgeb. kam.

## Geographie

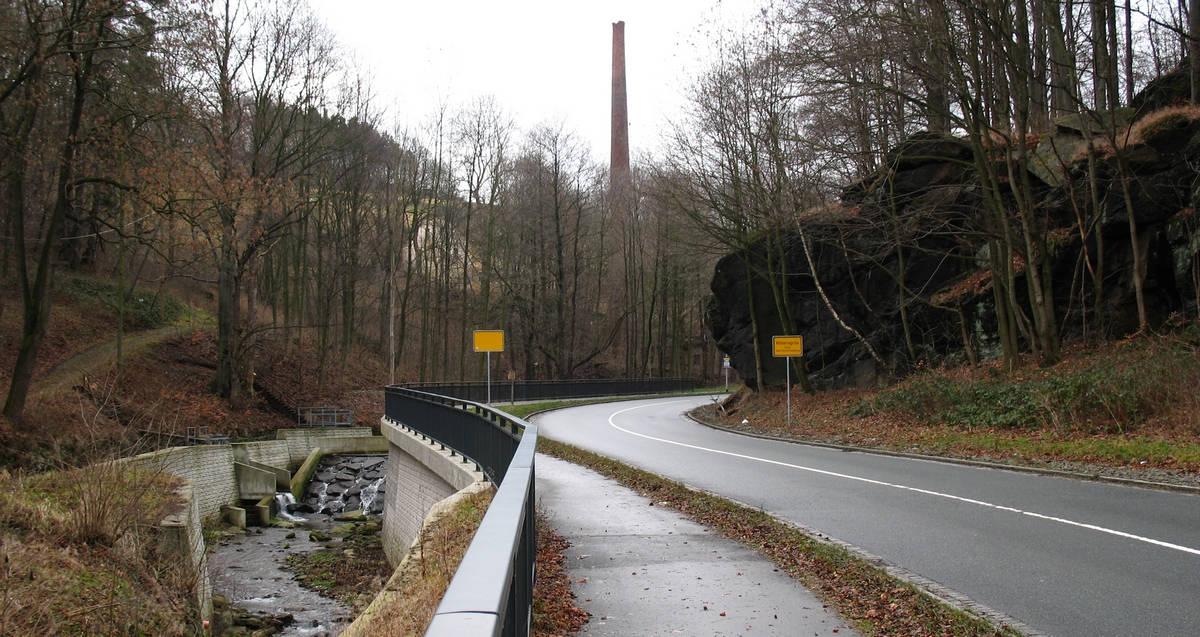
„Felsengluck“ am Ortsausgang von Globenstein. Links: Pöhlwasser. Im Hintergrund: ehemalige Pappenfabrik (zu Arnoldshammer)

### Geographische Lage und Verkehr
Globenstein liegt im Tal des Pöhlwassers an der Staatsstraße 271 von Raschau nach Oberwiesenthal. Der Ort, historisch unterteilt in Niederglobenstein und Oberglobenstein, gehört zur Gemarkung Rittersgrün. Globenstein lag von 1889 bis 1971 am mittleren Streckenabschnitt der Schmalspurbahn Grünstädtel–Oberrittersgrün. Auf dem Gebiet der Gemeinde lagen der Bahnhof Niederglobenstein und der Haltepunkt Oberglobenstein.

### Nachbarorte
|            | Crandorf                                    |       |
|            | Kompassrose, die auf Nachbargemeinden zeigt | Pöhla |
| Antonshöhe | Rittersgrün (Arnoldshammer)                 |       |

## Geschichte

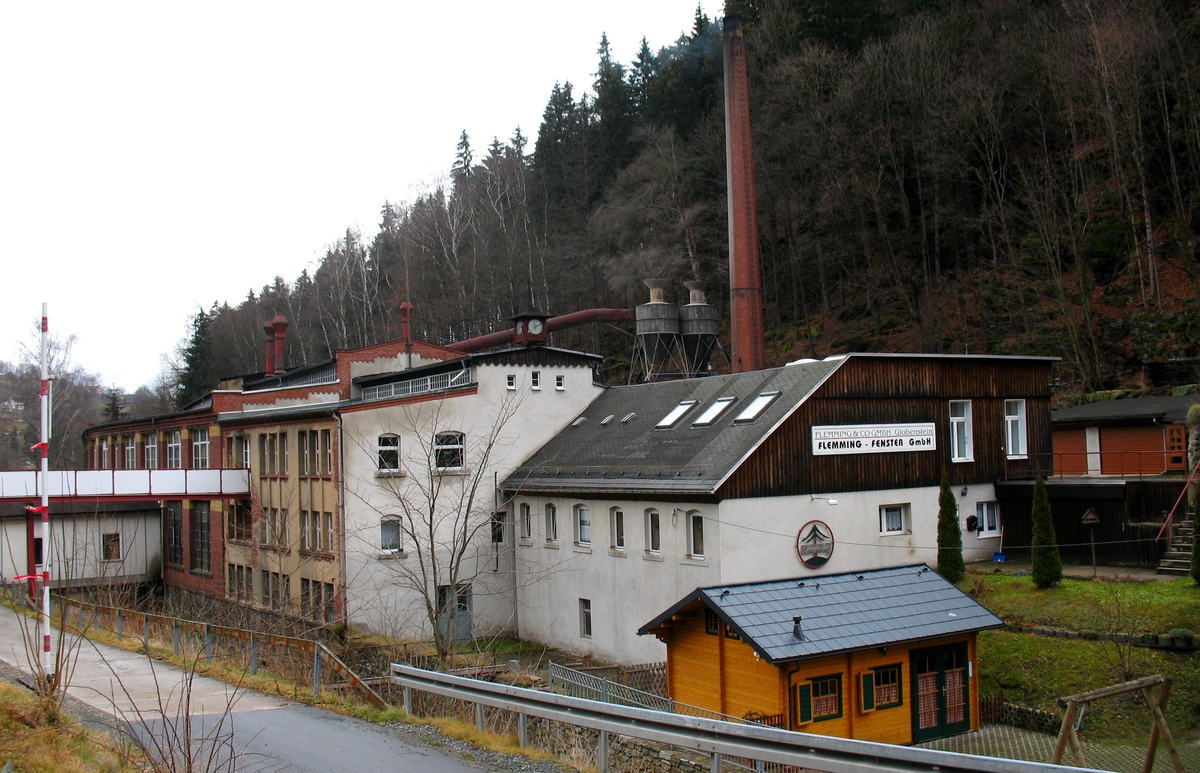
Holzwarenfabrik Flemming: teilweise ursprüngliche Fabrikgebäude erhalten

Auf einer alten Karte ist bereits um 1600 eine kleine Siedlung am Fuße des „Klobensteins“ zu erkennen, die aus wenigen Häusern und einer Brettmühle am Kaffwasser (heute: Pöhlwasser) bestand. Nur eine kurze Strecke flussaufwärts befanden sich die Rittersgrüner Hammerwerke. 1791 war die Siedlung auf acht Häuser angewachsen. Im 19. Jahrhundert bürgerten sich die Bezeichnungen Ober- und Niederglobenstein ein. Während Letzteres zunächst ein Ortsteil von Pöhla wurde, gehörte Oberglobenstein zu Rittersgrün und anteilig zu Erla. 1923 lebten in Globenstein 49 Menschen. 1978 wurden alle Teile Globensteins zu Rittersgrün geschlagen, das 2007 nach Breitenbrunn eingemeindet wurde. 

## Wirtschaft

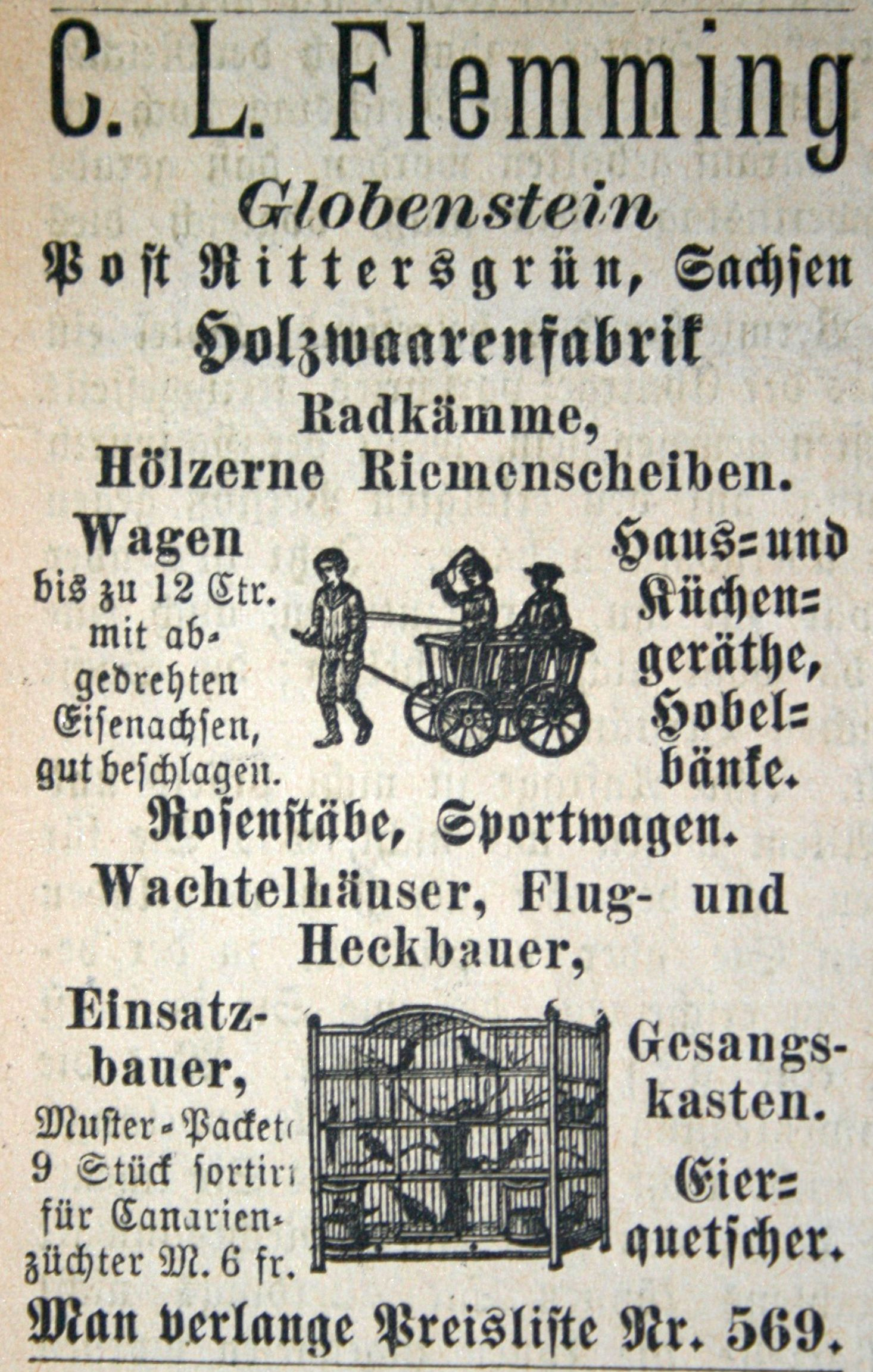
Anzeige aus dem Jahr 1898 für Holzwaren der Firma C. L. Flemming

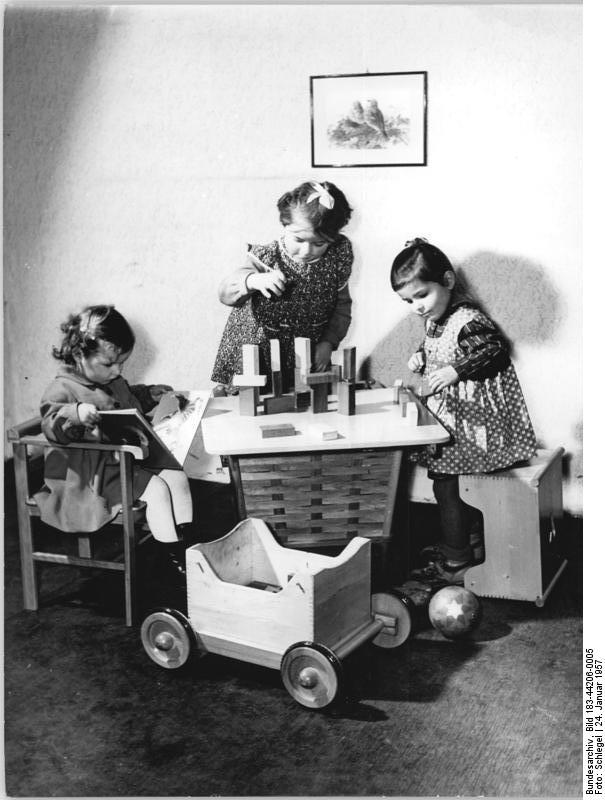
Holzspielzeug der Fa. Flemming, 1957

1864 gründete Carl Ludwig Flemming (1840–1905), Sohn eines Schönheider Bürstenmachers, eine Holzwarenfabrik auf der rechten Seite des Pöhlwassers, dessen Wasserkraft er zunächst für die Herstellung von Bürstenhölzern nutzte. Nach dem Anschluss der Fabrik an die Schmalspurstrecke Grünstädtel-Oberrittersgrün durch die Station Oberglobenstein erweiterte Flemming seine Produktion, stellte nun auch Wagen, Schlitten und Vogelbauer her und bot in Katalogen bald über 100 verschiedene Produkte an. Die Fabrik gilt darüber hinaus als erster Betrieb, der gewerblich Pyramiden herstellte (ab 1902). Der Betrieb blieb in Familienbesitz und produzierte unter dem Namen Flemming und Co. GmbH. Spätestens im Sommer 1941 war in dieser Firma ein Kriegsgefangenen-Arbeitskommando stationiert. 1972 wurde die Firma verstaatlicht. Von 2007 bis zur Insolvenz 2020 wurde unter dem Namen „Globensteiner Holzwerkstätten“ produziert.
Unter dem Ortsgebiet von Globenstein und dem benachbarten Pöhla befindet sich die Lagerstätte Pöhla-Globenstein, die große Mengen an Wolfram, Zinn und Indium beinhaltet. Nach Erkundungen und Versuchsabbauen zwischen 1957 und 1989 wurde 2016 das Erkundungsbergwerk Pöhla-Globenstein von Pöhlaer Seite aus aufgenommen. Bei Erfolg wäre ein kommerzieller Abbau ab 2018/2019 geplant gewesen.

## Gewerbliche Weihnachtspyramidenherstellung
Die Globensteiner Weihnachtspyramide ist eine Besonderheit: Im Erzgebirge entstanden Weihnachtspyramiden in der Regel als Einzelstücke, die meistens Männer neben ihrem Beruf konstruierten und bauten, eher als Freizeitbeschäftigung, oder um durch den Verkauf etwas hinzuzuverdienen. Das System der Firma Flemming war so konstruiert, dass Holzreste aus der Hauptproduktion verwendet werden konnten. Diese Konstruktion erlaubte es, dass Pyramiden unterschiedlicher Höhe von 80 Zentimetern bis über zwei Meter angeboten, für Versand und platzsparende Aufbewahrung die Flügel seitlich in die Böden gesteckt und die Kerzenhalter hochgeklappt werden konnten. Für ihr Serienprodukt, das es mit und ohne Figuren sowie mit und ohne Geläut gab, warb die Firma Flemming von etwa 1900 an in zahlreichen Zeitungen. Sie verschickte ihre Pyramiden in Kartons mit der Post, in guten Zeiten über 5000 Stück im Jahr. Im Jahr 1948 endete die Pyramidenherstellung in Globenstein. Die Holzwarenfabrik Flemming UG in Globenstein stellte im Jahr 2020 eine an das Original angelehnte, limitierte Neuauflage der Globensteiner Weihnachtspyramide von 100 Stück her. Erhältlich waren diese in den Farbvarianten hellblau-silber und dunkelblau-gold, jeweils unbestückt oder bestückt mit Massefiguren der biblischen Weihnachtsgeschichte oder als weltliche Variante mit Waldtieren, Jägern und Personen des Landlebens.

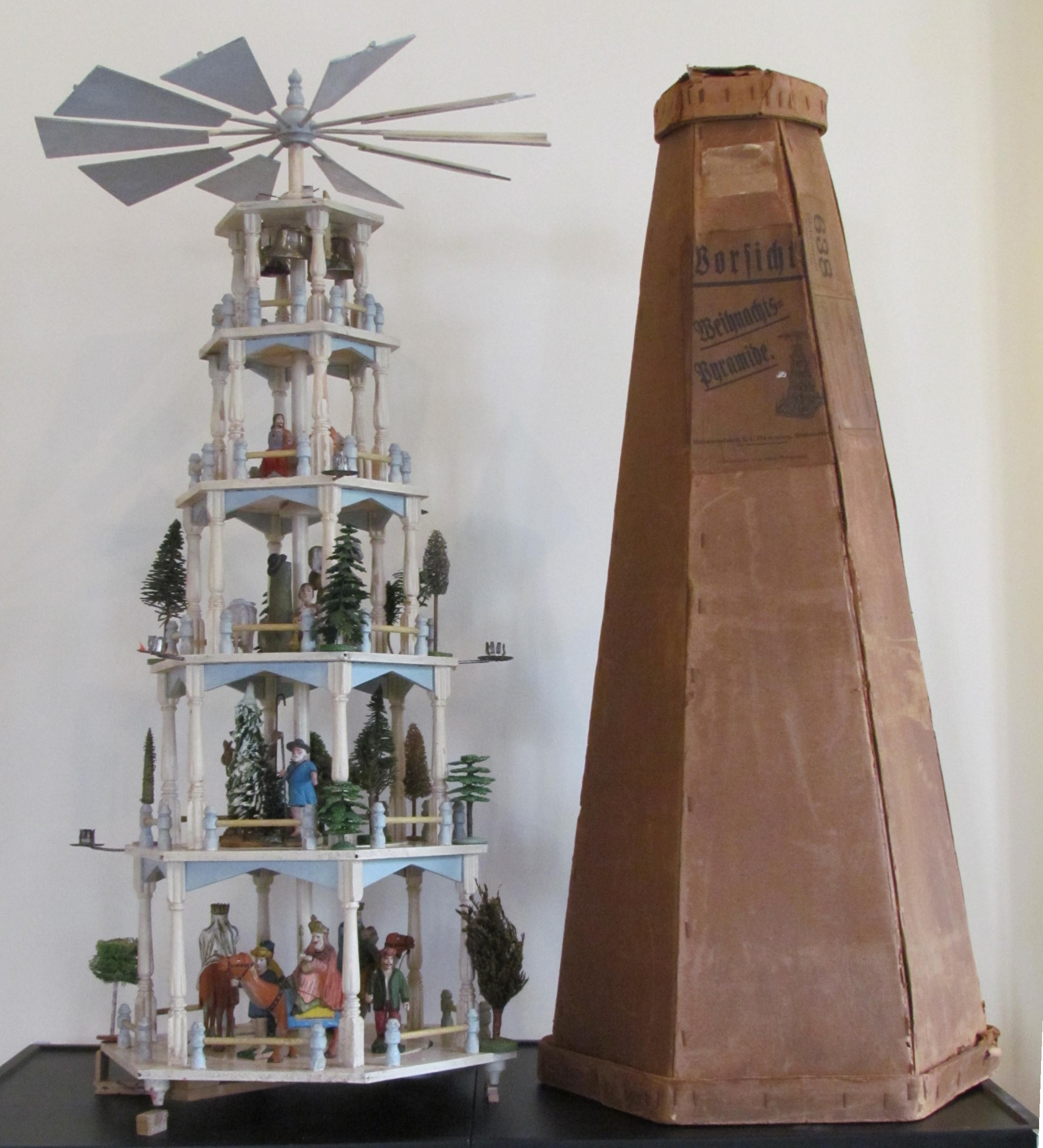
Globensteiner Weihnachtspyramide mit Versandkarton von 1935
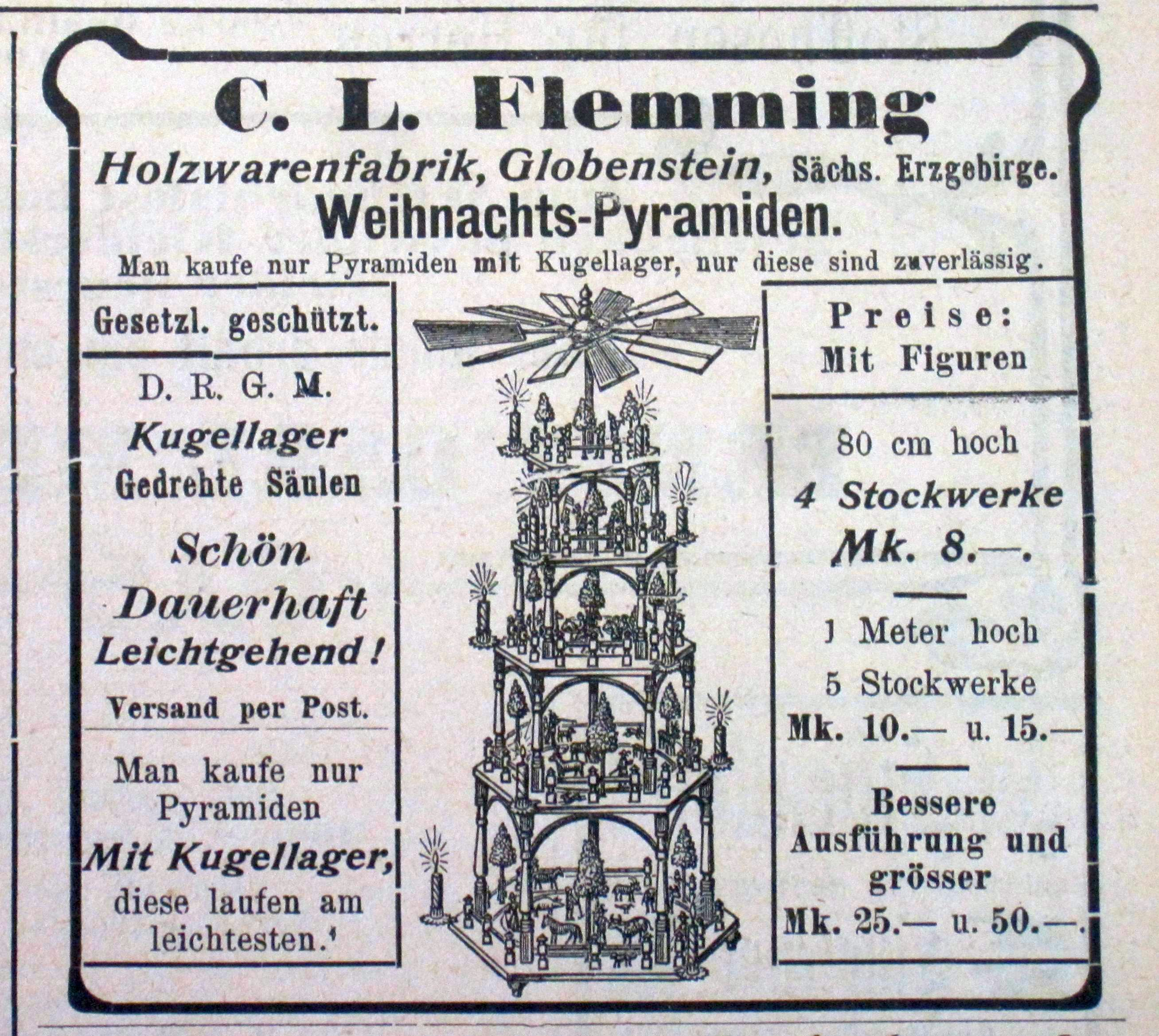
Zeitungsanzeige von 1904 für Weihnachtspyramiden
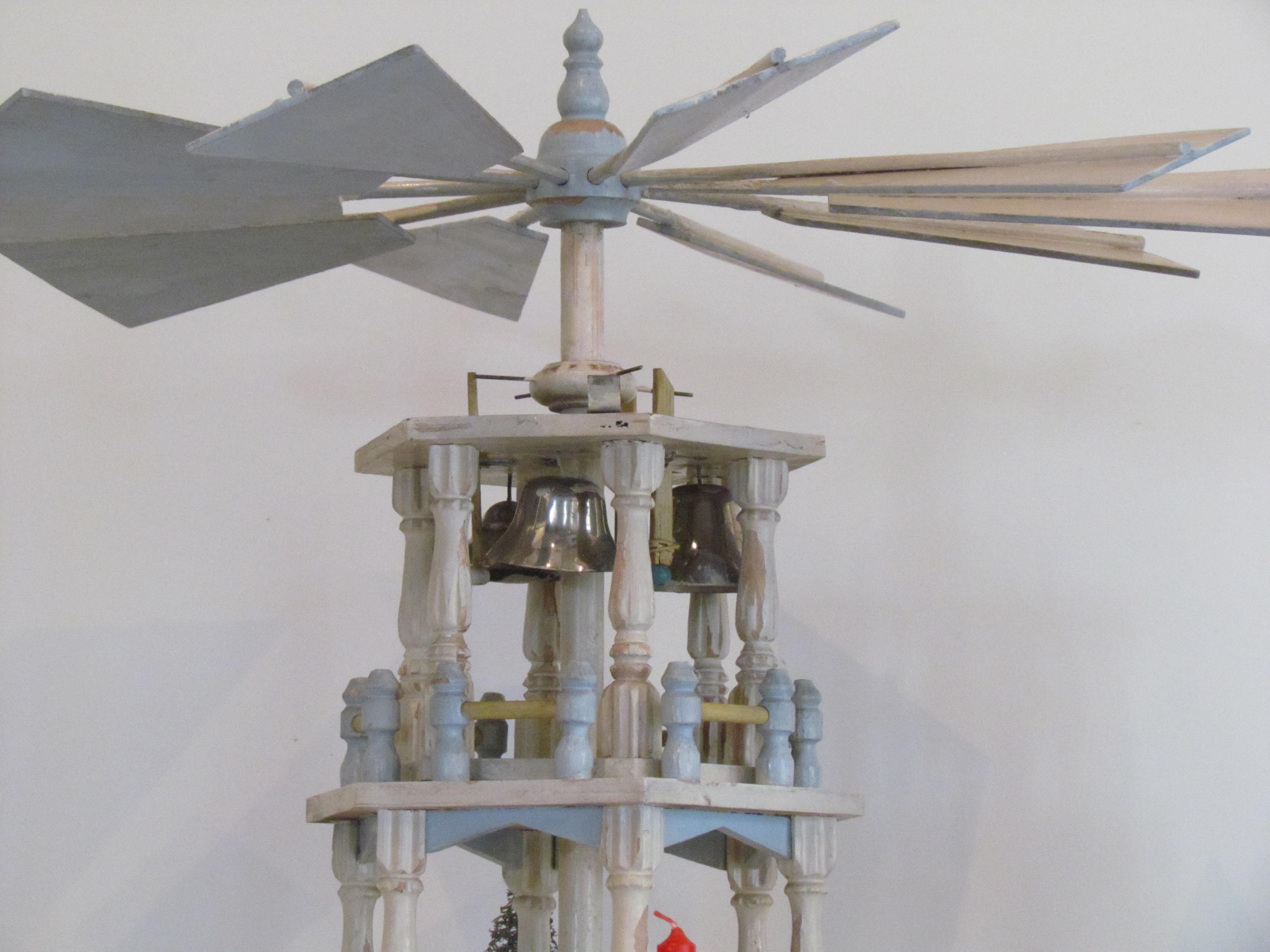
Oberteil einer Weihnachtspyramide mit Flügeln und Geläut
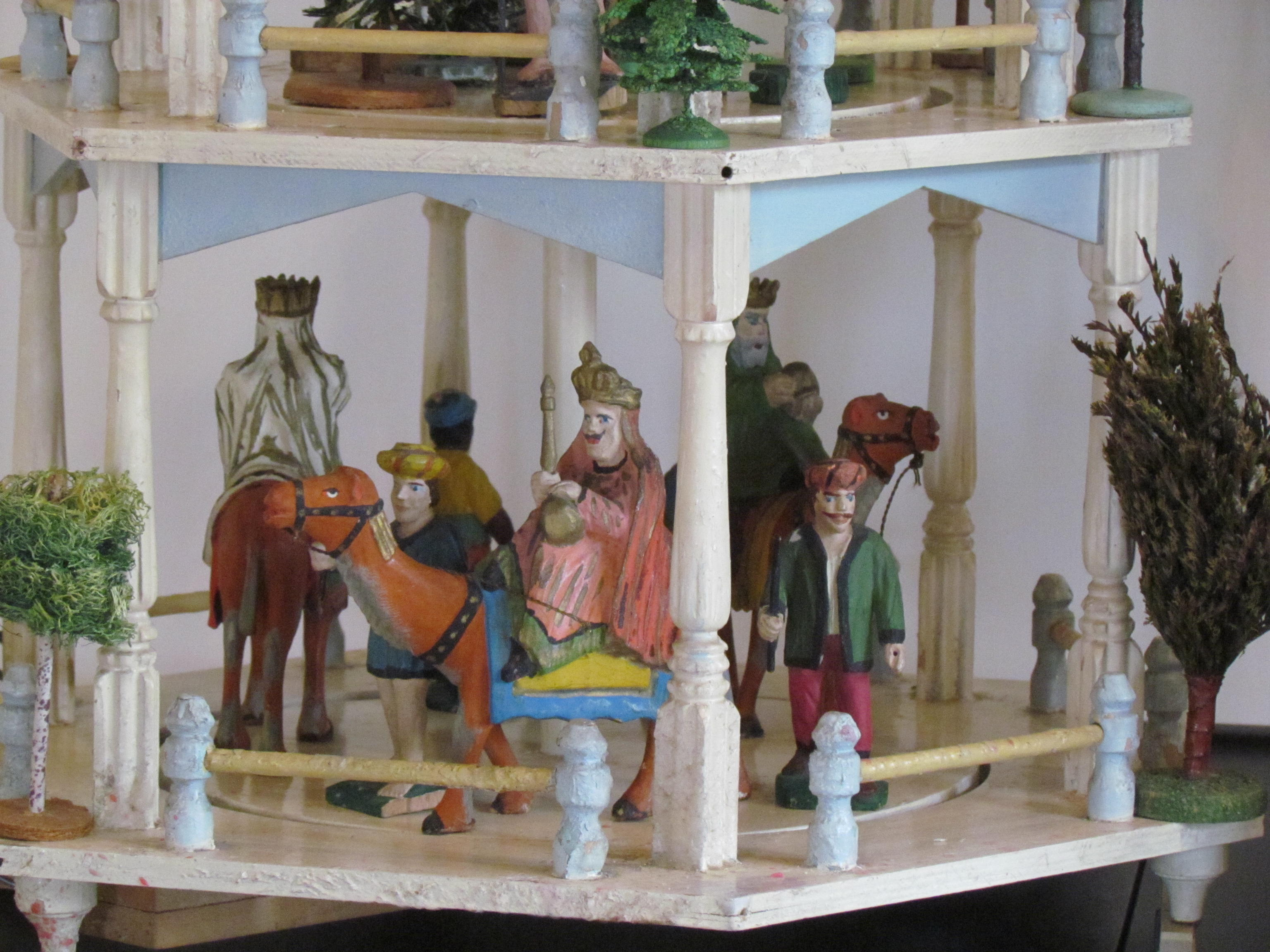
Untere Etage mit den Heiligen Drei Königen (keine Originalfiguren)
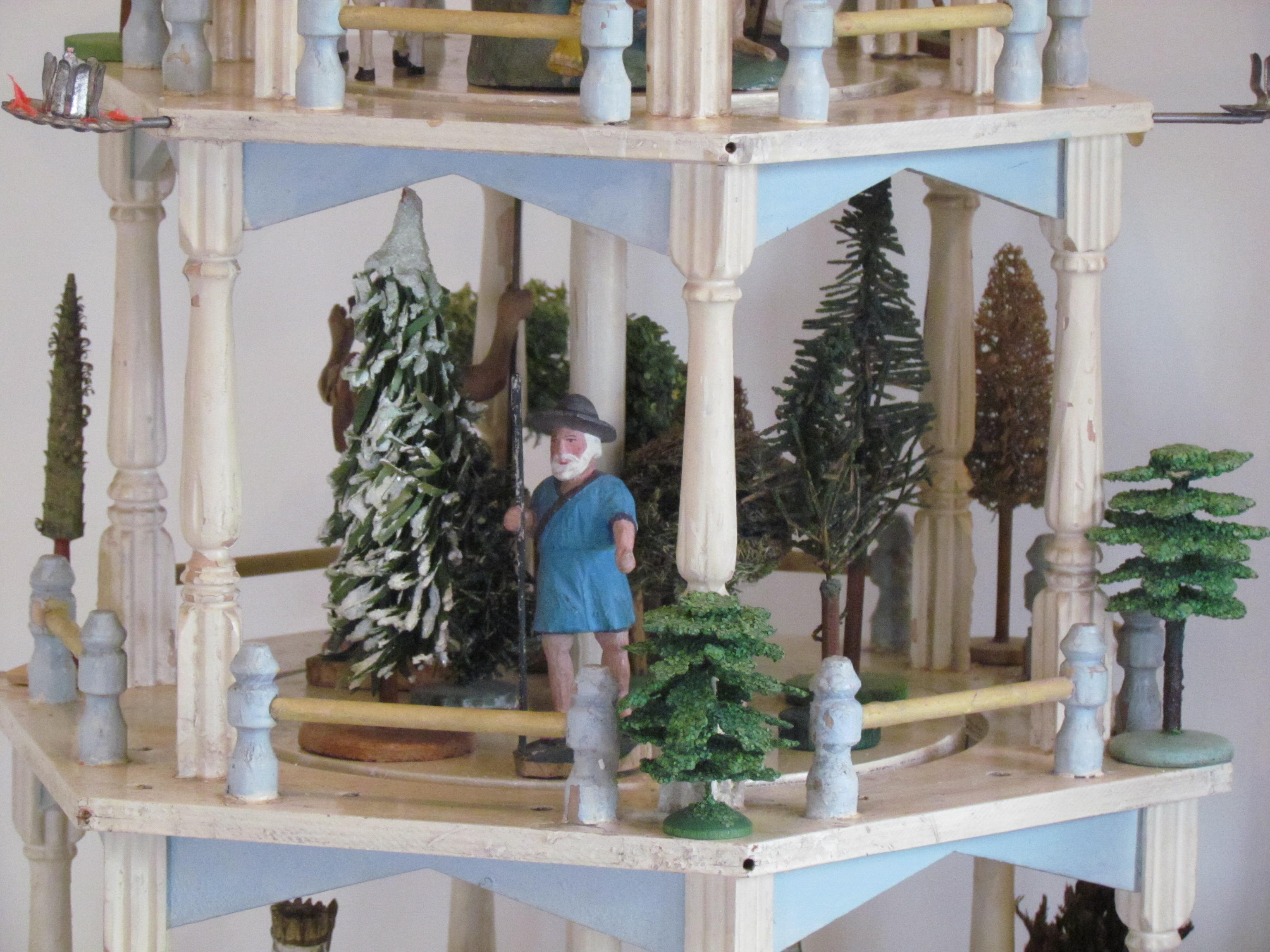
Weihnachtspyramide in originaler farblicher Fassung aus dem Jahr 1935
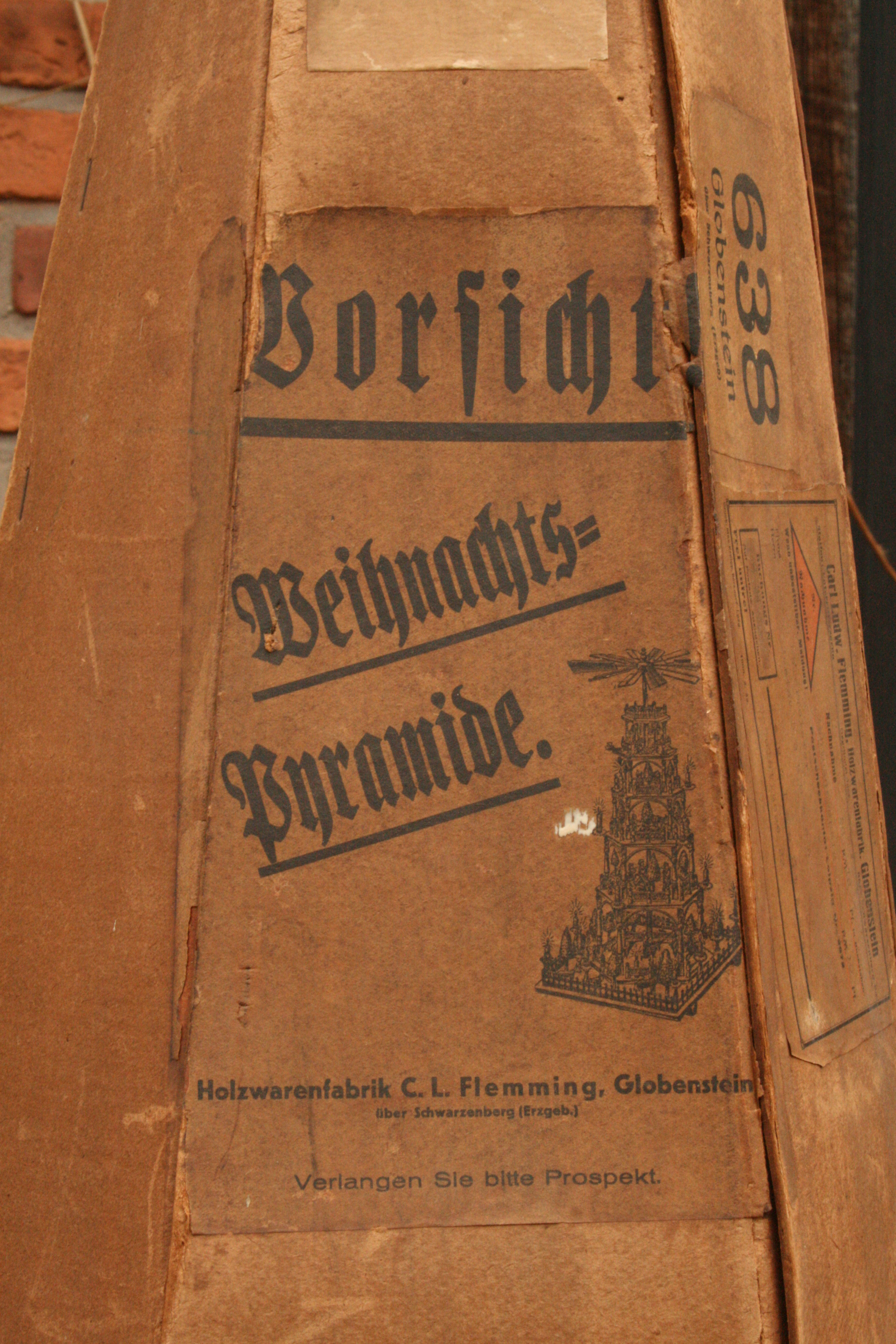
Oberteil eines Versandkartons von 1935 für Globensteiner Weihnachtspyramiden
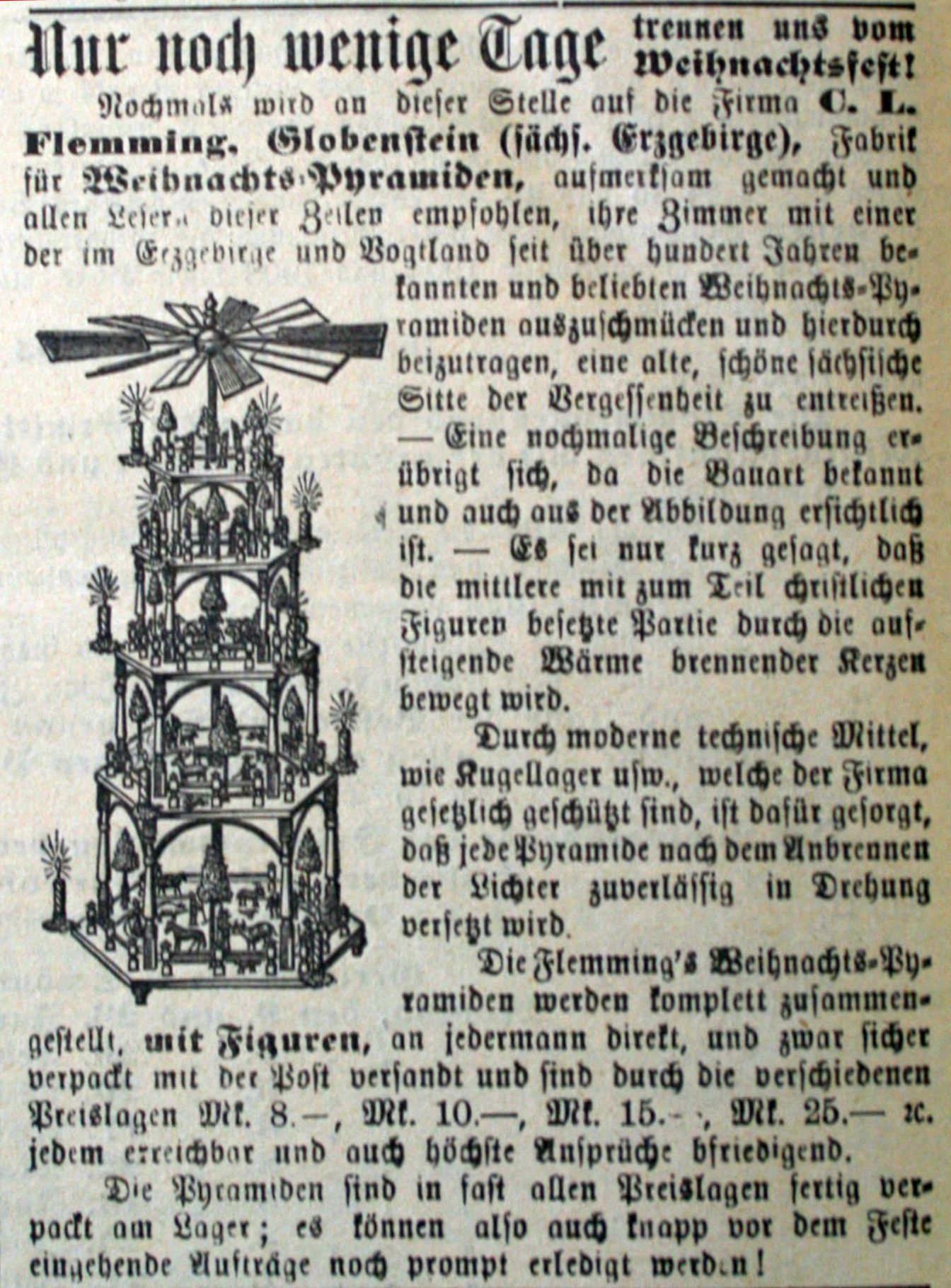
Zeitungsbericht von 1904 über die Globensteiner Weihnachtspyramiden
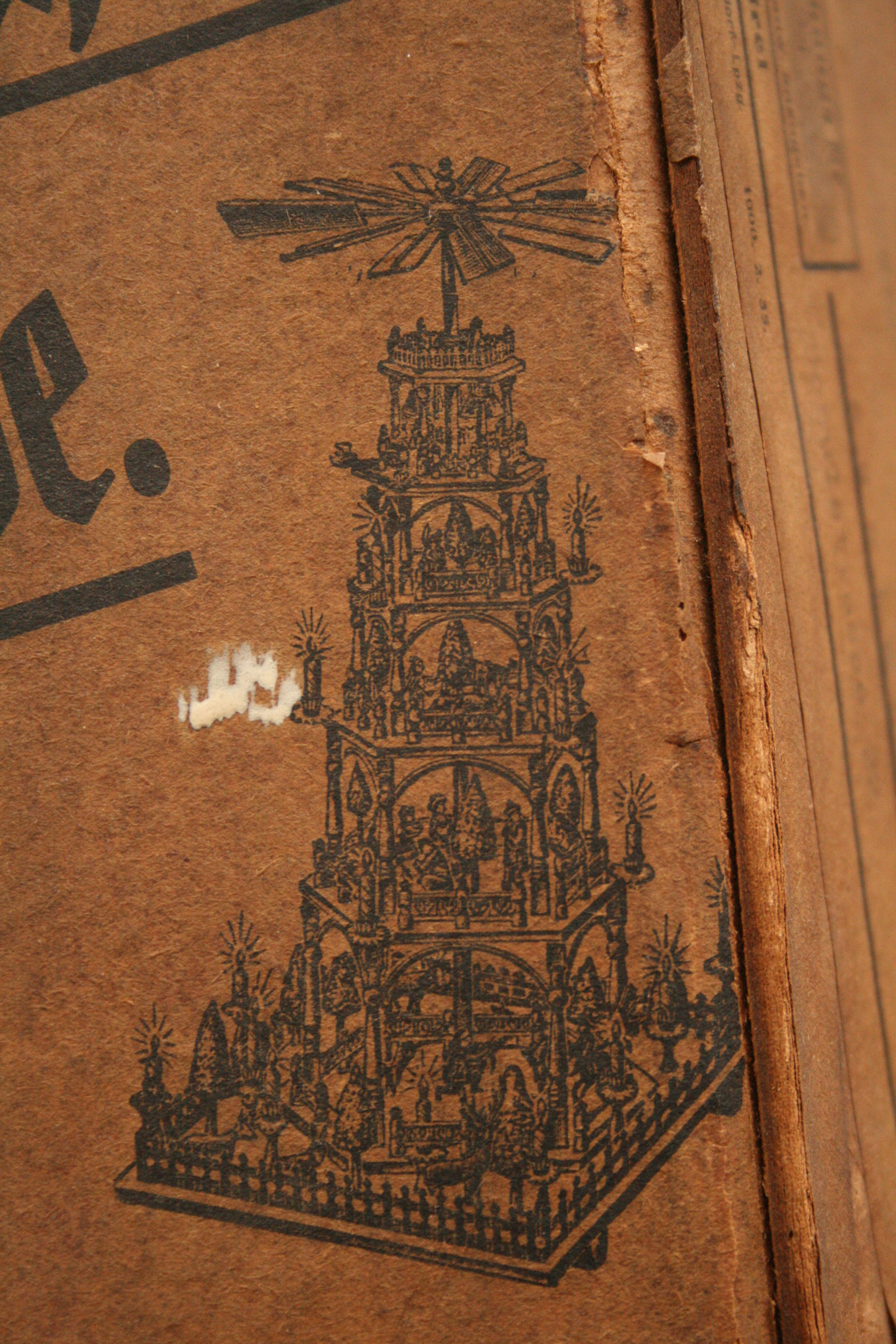
Versandkarton mit Globensteiner Weihnachtspyramide
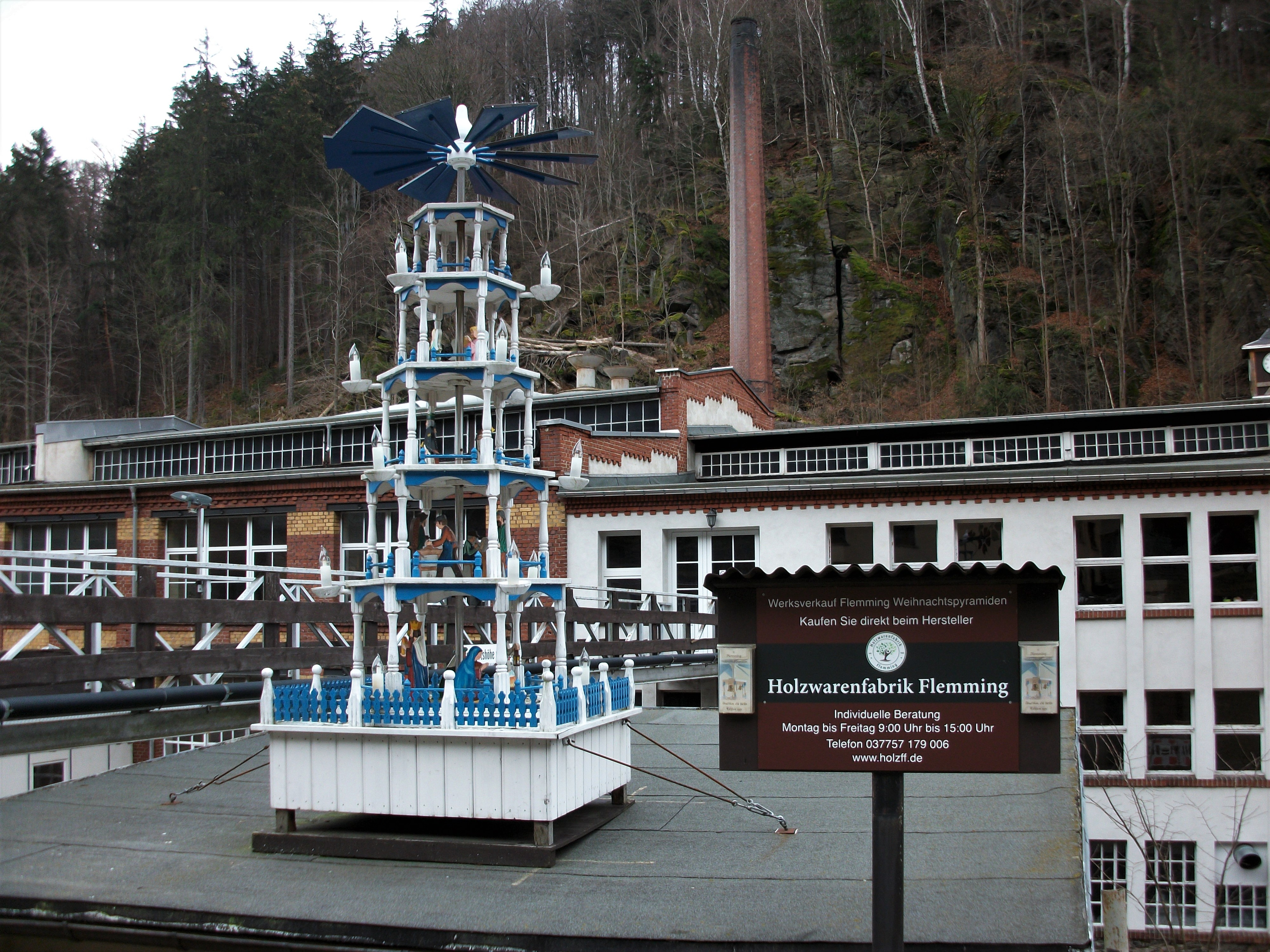
Globensteiner Außenpyramide der Holzwarenfabrik Flemming UG